# С-101
С-101 — советская дизель-электрическая торпедная подводная лодка серии IX-бис типа С — «Средняя» времён Второй мировой войны. Совершила 12 боевых походов, произвела 16 атак с выпуском 43 торпед, потопила один пароход и одну подводную лодку, прослужила до 1956 года. За частые попадания под бомбёжки получила на флоте прозвище «Бомбоулавливатель».

## История строительства
Подводная лодка С-101 была заложена 20 июня 1937 года под заводским номером 243 на заводе № 112 «Красное Сормово» в Горьком, 20 апреля 1938 года спущена на воду, вступила в строй 15 декабря 1940 года, зачислена в состав 18-го дивизиона подводных лодок. 18 декабря подводные лодки С-101 и С-102 вышли из Кронштадта к месту постоянной дислокации в Либаву. При выходе на рейд идущая в позиционном положении С-101 повредила лопасти гребных винтов и встала на 15-суточный ремонт. 27 декабря 1940 года на лодке поднят военно-морской флаг, а 29 декабря она вошла в состав Балтийского флота.

## История службы
В феврале 1941 года С-101 переведена в состав 2-го дивизиона подводных лодок, в 7 мая вместе с дивизионом прибыла для базирования в Усть-Двинск. В мае-июне дважды выходила в Ирбенский пролив для несения дозора. 23 июня отправилась в боевой поход, но вернулась на базу из-за неисправности. На Балтийском флоте совершила один боевой поход, в атаки не выходила.
В августе 1941 года перешла по Беломорско-Балтийскому каналу из Ленинграда в Полярный и вошла в состав Северного флота.

### Боевые походы
- 27.06.1941 — 17.07.1941 — на Балтике
- 31.01.1942 — 27.02.1942
- 11.04.1942 — 21.04.1942
- 17.05.1942 — 27.05.1942
- 21.07.1942 — 06.08.1942
- 02.11.1942 — 15.11.1942
- 20.03.1943 — 31.03.1943
- 20.04.1943 — 30.04.1943
- 11.06.1943 — 25.06.1943; в публикациях советского времени утверждалось, что в этом походе С-101 потопила 4 транспорта и сторожевой корабль[2]
- 07.08.1943 — 02.09.1943 (с участием П. И. Егорова)
- 18.10.1943 — 29.10.1943
- 26.10.1944 — 11.11.1944

### U-639
Данные о радиоперехватах донесений немецких подводных лодок, приходящие с востока операционной зоны Северного флота, вынудили командование принять ряд мер по противодействию планам противника в Карском море: были выделены подлодки С-101 (командир — капитан-лейтенант Е. Н. Трофимов, старший на борту — капитан 2 ранга П. И. Егоров, вахтенный — гидроакустик И. Ларин) и С-54 (командир — капитан 3 ранга Д. К. Братишко). С новым заданием С-101 вышла из Екатерининской гавани 7 августа 1943 года в район Новой Земли. Перед походом в командование кораблем вступил капитан 3 ранга Е. Н. Трофимов, а бывший командир лодки П. И. Егоров, назначенный командиром дивизиона, пошёл в море обеспечивающим. 11 августа лодка прибыла в назначенный район вблизи северной оконечности Новой Земли.
28 августа, при нахождении лодки в шести милях от берега, акустик доложил, что слышит шум винтов. Через перископ командир увидел рубку подводной лодки противника (ею оказалась U-639). После объявления «Боевой тревоги» в центральный пост прибыл командир дивизиона и вступил в командование С-101 для производства торпедной атаки. После нескольких минут маневрирования С-101 заняла позицию на носовых курсовых углах немецкой субмарины, что позволяло осуществить атаку. Вражеская подлодка продолжала следовать в надводном положении под дизелями постоянными курсом и скоростью.
С дистанции около 6 кабельтовых С-101 произвела трёхторпедный залп. Менее чем через минуту над морем поднялся столб из дыма и воды. Немецкая подводная лодка затонула в течение несколько секунд со всем экипажем (47 человек) в 8 милях восточнее северной оконечности Новой Земли (76°40′ с. ш. 69°40′ в. д.). Через две минуты после залпа С-101 всплыла. В трех кабельтовых от С-101 расплывалось пятно дизельного топлива, от которого в сторону уносилось облако дыма. С-101 начала маневрирование среди плавающих на поверхности воды обломков немецкой субмарины. Выживших на поверхности воды не оказалось, весь экипаж U-639 погиб. Для подъёма представлявших интерес предметов использовали бросательные концы и крючки, дважды за борт спускался краснофлотец, который выловил некоторые документы с U-639, а также отдельные вещи из обмундирования немецких подводников. Однако в перечне предметов, поднятых с поверхности моря, отсутствовали документы, в которых могло быть упоминание о минной постановке.
Позднее стало известно, что U-639 участвовала в создании минного заграждения «Зеехунд» в Обской губе: 1 августа она выставила 16 мин западнее мыса Русский Заворот (Печорское море) и 20 августа — 24 мины в Обской губе. Ликвидация минного заграждения была завершена в 2012 году.

### Послевоенная служба
17 февраля 1956 разоружена и исключена из состава ВМФ.
26 марта 1956 года передана для учений отдельному дивизиону аварийно-спасательной службы Беломорской флотилии СФ, где использовалась в качестве болванки для обеспечения тренировок водолазов.
В 1957 разобрана на металл в Мурманске.

## Потопленные корабли
- 29.03.1943 г. немецкий пароход «Ajax» (2297 брт)
- 28.08.1943 г. немецкая подводная лодка «U-639» (769 т), последний командир — обер-лейтенант Вальтер Вихман.

## Командиры
- капитан 3 ранга В. К. Векке, июнь 1940 — ноябрь 1942
- капитан 3 ранга П. И. Егоров, декабрь 1942 — июнь 1943
- капитан-лейтенант Е. Н. Трофимов, июль 1943 — август 1944
- капитан-лейтенант Н. Т. Зиновьев, август 1944—1946[7]
- капитан-лейтенант И. И. Гуляев, 1953—1955[8]

## Награды
- 24 мая 1945 года —  Орден Красного Знамени — награждена указом Президиума Верховного Совета СССР от 24 мая 1945 года за образцовое выполнение боевых заданий командования на фронте борьбы с немецкими захватчиками и проявленные при этом доблесть и мужество.

## Память
Копия рубки подводной лодки С-101 установлена как памятник в Музее Боевой техники у дома культуры «Теплоход», город Бор Нижегородской области.